# نیلس اریک نیلسن
نیلس اریک نیلسن (دانمارکی: Niels Erik Nielsen; ۱ مهٔ ۱۸۹۳ – ۴ مارس ۱۹۷۴) ژیمناست هنری اهل دانمارک بود.